# دورنیه دو ها
دورنیه دو اچ (به انگلیسی: Dornier_Do_H) یک هواگرد از نوع هواپیمای جنگنده ساخت شرکت دورنیه فلوکتسایک‌ورک در آلمان است. هواگرد دورنیه دو اچ نخستین پروازش را در ۱۹۲۲ میلادی انجام داد. در مجموع، تعداد پنج فروند از این هواگرد ساخته شده‌است.
طراح این هواگرد، کلاود دورنیر مهندس آلمانی بود.